# کف تراشی (ماشین کاری)
کف تراشی، عملیاتی است برای ماشینکاری انتهای قطعه کار که عمود بر محور دوار یا عمود بر محور حرکت است. در کف تراشی ابزار در امتداد شعاع قطعه کار حرکت می کند تا با برداشتن یک لایه نازک از متریال، طول قطعه مورد نظر را ایجاد کند. کف تراشی به دو شکل انجام می‌شود:
- کف تراشی با ماشین فرز (عمود بر محور حرکت)، که شامل عملیات مختلف فرزکاری، اما در درجه اول فرز صورت است.
- کف تراشی با ماشین تراش (عمود بر محور چرخش) که معمولاً در عملیات تراشکاری و داخل تراشی استفاده می شود.

سایر عملیات ها، متریال را به روش هایی مشابه با کف تراشی حذف می کنند، به عنوان مثال، صاف کردن ، شکل دادن ، و سنگ زنی ، اما این فرآیندها با عبارت "کف تراشی" نامیده نمی شوند.

## عملیات کف تراشی با ماشین تراش

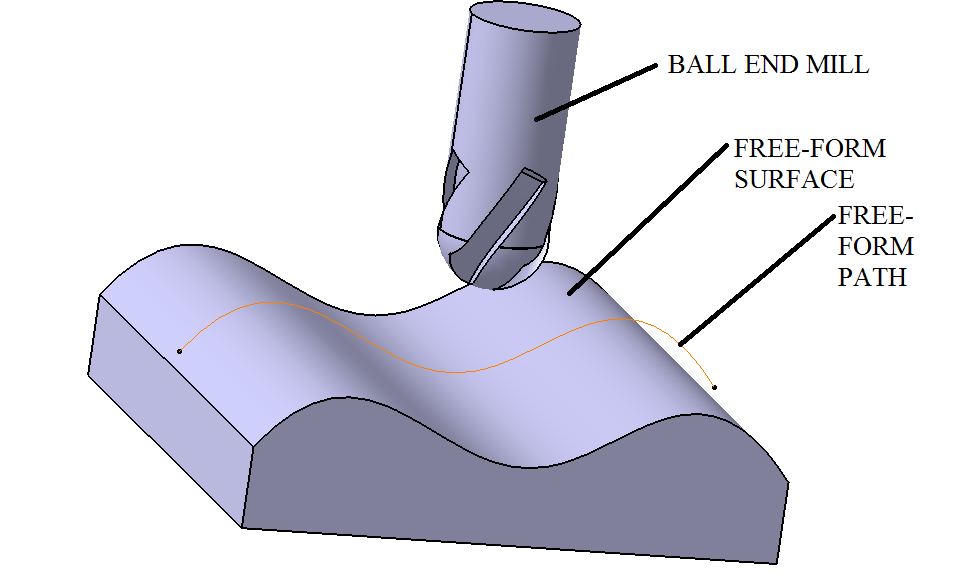
نگاه کلی نسبت به عملیات کف تراشی

کف تراشی با ماشین تراش از ابزار کف تراشی برای تراشیدن یک سطح صاف عمود بر محور چرخشی قطعه کار استفاده می کند. یک ابزار کف تراشی به یک نگهدارنده ابزار که بر روی کالسکه ماشین تراش قرار دارد نصب می شود. سپس این ابزار هنگام چرخش در فک های مرغک به طور عمود بر محور چرخشی قطعه می چرخد. انجام دهنده می‌تواند این گزینه را داشته باشد که دستگاه را با دست حرکت دهد، یا از گزینه حرکت الکتریکی استفاده کند. برای سطح صاف تر، استفاده از گزینه حرکت الکتریکی به دلیل نرخ فید ثابت بهینه تر است. کف تراشی، قطعه کار را با دقت بسیاری به طول مورد نظرمان می رساند. بسته به مقدار متریالی که باید برداشته شود، یک ماشین‌کار می‌تواند برش‌های راف یا فینیش را انتخاب کند.  عواملی که بر کیفیت و اثربخشی عملیات کف تراشی بر روی ماشین تراش تأثیر می گذارد عبارتند از : دور و فید ، سختی مواد، اندازه ابزار برش دهنده و نحوه چفت شدن قطعه.

## عملیات فرز سطحی (کف تراشی با دستگاه فرز)

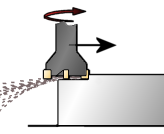
عملیات فرزکاری سطح

کف تراشی با دستگاه فرز فرآیند فرزکاری  یک سطح صاف، عمود بر محورهای فرز است. این فرآیند با چرخش ابزار کف تراش در جهت خلاف جهت عقربه های ساعت، متریال را جدا می کند، به طوری که میز کار، قطعه کار را حول ابزار تراش می‌چرخاند. فرز سطحی را می توان با فرز انگشتی نیز به دست آورد، اما اغلب با فرز سطحی ، فرز پوسته یا فلای کاتر انجام می شود. فرز سطحی را می توان هم با ماشینکاری دستی و هم با ماشینکاری CNC انجام داد. برای به دست آوردن سطح صاف تر، بهتر است که دستگاه، میز کار را بچرخاند. ماشین های فرز دستی جدید و ماشین های CNC این گزینه را خواهند داشت، اما ماشین های فرز قدیمی این امکان را ندارند.  فید یا چرخش دستی روی میز کار می تواند خطای انسانی را وارد روند کند. ماشین‌کارها همچنین می‌توانند برش‌های راف و برش‌های فینیش را انجام دهند. عواملی که بر کیفیت و اثربخشی عملیات کف تراشی روی مته تأثیر می‌گذارند ، دور و فید ، سختی مواد، اندازه کاتر و نحوه گیره شدن قطعه است. 

## کاربردهای کف تراشی در صنایع مختلف
کف‌تراشی یکی از پرکاربردترین عملیات ماشینکاری در صنایع مختلف محسوب می‌شود که برای ایجاد سطوح تخت، صاف، دقیق و صیقلی مورد استفاده قرار می‌گیرد. این فرآیند در صنایع گوناگون کاربردهای متنوع و حیاتی دارد:

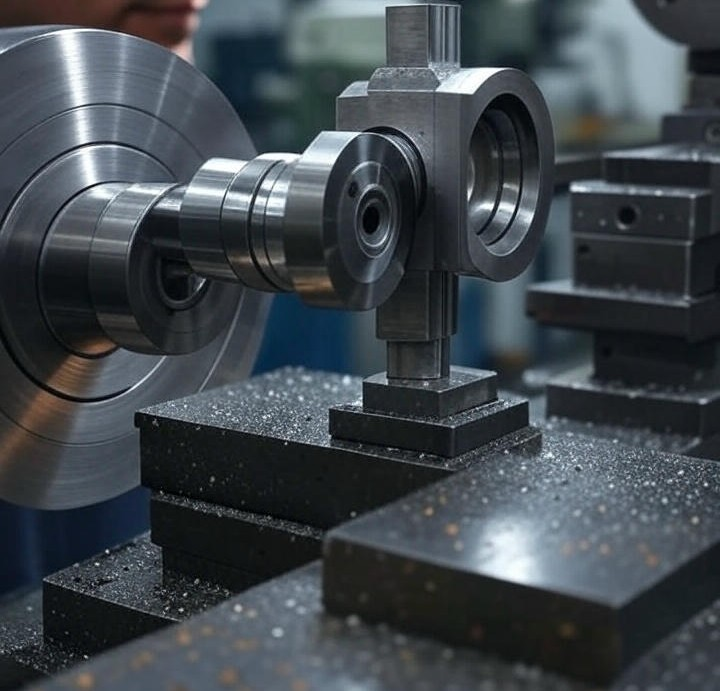
دستگاه کف تراشی

#### صنعت خودروسازی
در صنعت خودروسازی، کف‌تراشی نقش اساسی در تولید و پرداخت قطعات مختلف ایفا می‌کند. از جمله مهمترین کاربردهای آن می‌توان به تولید دیسک ترمز و صفحه کلاج اشاره کرد که در آنها سطح‌کاری دقیق برای جلوگیری از لرزش و سایش ناهمگون ضروری است. در صنعت خودروسازی، کف‌تراشی به عنوان یکی از حیاتی‌ترین فرآیندهای ماشینکاری شناخته می‌شود که در تولید و پرداخت بسیاری از قطعات کلیدی خودروها نقش اساسی ایفا می‌کند. این فرآیند با دقت بالا و کیفیت سطحی ممتاز، امکان عملکرد بهینه سیستم‌های مختلف خودرو را فراهم می‌آورد. در تولید دیسک‌های ترمز، کف‌تراشی با ایجاد سطحی کاملاً صاف و موازی، از ایجاد لرزش‌های ناخواسته در هنگام ترمزگیری جلوگیری می‌کند و عمر مفید قطعات سیستم ترمز را به طور قابل توجهی افزایش می‌دهد. برای صفحه‌های کلاج نیز این عملیات تضمین می‌کند که سطح تماس با فلایویل کاملاً یکنواخت باشد و انتقال قدرت به صورت بهینه انجام پذیرد.

#### صنعت هوافضا

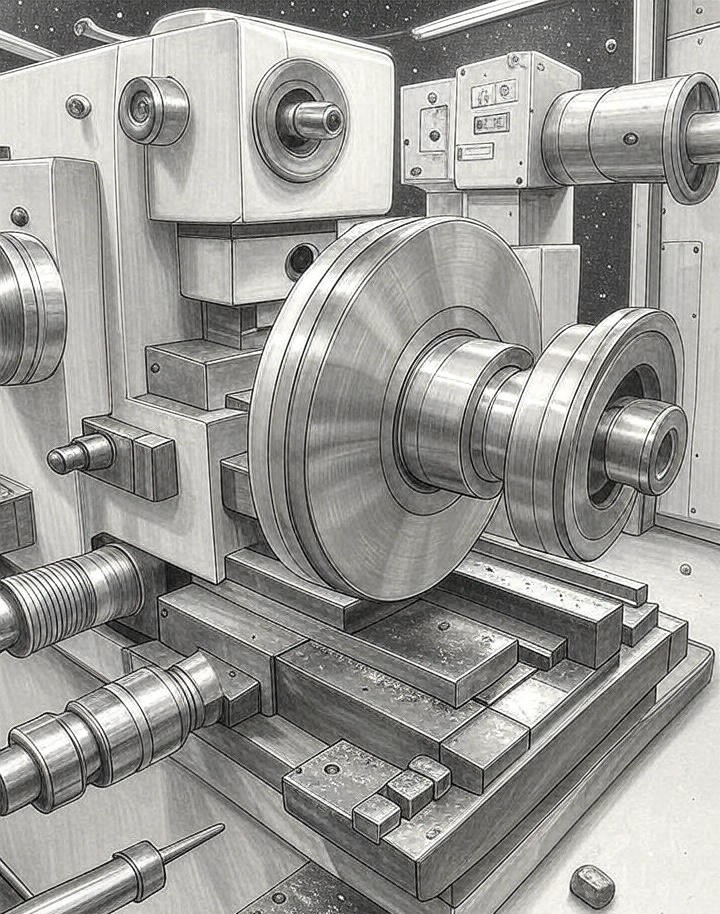
تصویری تخیلی از دستگاه کف‌تراشی در ایستگاه فضایی

صنعت هوافضا و توربین‌سازی از دیگر حوزه‌های مهم کاربرد کف‌تراشی محسوب می‌شود. در این صنایع، این فرآیند برای دستیابی به تلرانس‌های بسیار دقیق در ساخت قطعات حساس به کار گرفته می‌شود. در صنعت هوافضا، کف‌تراشی به عنوان یکی از حساسترین و دقیقترین عملیات ماشینکاری شناخته میشود که نقش حیاتی در ساخت قطعات باکیفیت و مطمئن برای صنایع هوایی و فضایی ایفا میکند. این فرآیند با دقت میکرونی و کیفیت سطحی استثنایی، پایه و اساس تولید بسیاری از قطعات حیاتی هواپیماها و فضاپیماها را تشکیل میدهد. در ساخت پرههای توربین موتورهای جت، کف‌تراشی با ایجاد سطوحی فوق‌العاده صاف و همگن، جریان هوای بهینه را تضمین کرده و از ایجاد تنشهای حرارتی ناخواسته جلوگیری میکند. این عملیات برای پایههای پرهها که به دیسک روتور متصل میشوند اهمیت دوچندانی دارد، چرا که هرگونه ناهمواری در این سطوح میتواند منجر به تمرکز تنش و در نهایت ترک‌خوردگی شود.

#### صنایع نفت و گاز
صنایع نفت، گاز و پتروشیمی نیز به شدت به عملیات کف‌تراشی وابسته هستند. در این حوزه، این فرآیند عمدتاً در ساخت اتصالات تحت فشار و شیرآلات صنعتی مورد استفاده قرار می‌گیرد.

#### ماشین‌آلات سنگین
در حوزه ماشین‌آلات سنگین و صنعت ریخته‌گری، کف‌تراشی برای پرداخت سطوح قطعات بزرگ و سنگین به کار می‌رود.

#### صنعت پزشکی
صنعت پزشکی و ساخت ایمپلنت‌ها نیز از کف‌تراشی بهره می‌برد. در این زمینه، پرداخت سطوح ایمپلنت‌های تیتانیومی برای تطبیق بهتر با بافت بدن استفاده می‌شود.

#### صنایع الکترونیک
در صنایع الکترونیک و تجهیزات دقیق، کف‌تراشی برای پرداخت سطوح قطعات حساس به کار می‌رود.

#### انرژی‌های تجدیدپذیر
صنایع انرژی‌های تجدیدپذیر نیز از کف‌تراشی برای ساخت و پرداخت قطعات مهم استفاده می‌کنند.